# Saint-Félix-de-Valois
Saint-Félix-de-Valois est une municipalité québécoise située dans la municipalité régionale de comté (MRC) de la Matawinie dans la région administrative de Lanaudière, au Canada.

## Toponymie
La municipalité est nommée en l'honneur de saint Félix de Valois, fêté le 4 novembre.

## Histoire
Elle fut fondée en 1840 à la suite d'une pétition signée par 87 chefs de famille, dont M. Alexis Coutu fut le premier signataire.

## Géographie
La rivière L'Assomption, qui coule vers le sud, délimite l'ouest de la municipalité. La rivière Bayonne coule dans l'est de la municipalité du nord vers le sud. La rivière Berthier traverse la pointe nord de la municipalité d'ouest en est.

## Démographie
| 1991  | 1996  | 2001  | 2006  | 2011  | 2016  | 2021  |
| ----- | ----- | ----- | ----- | ----- | ----- | ----- |
| 5 132 | 5 442 | 5 465 | 5 755 | 6 029 | 6 305 | 6 975 |

## Administration
Les élections municipales se font en bloc et suivant un découpage de six districts.
| Saint-Félix-de-Valois Maires depuis 2001                                                                             |                    |                    |          |
| Élection | Maire              | Qualité            | Résultat |
| 2001 | André Asselin      |                    | Voir     |
| 2005 | Gilles Fréchette   |                    | Voir     |
| 2009 | Claude Landreville | Décédé en fonction | Voir     |
| 2010 | Gyslain Loyer      |                    | Voir     |
| 2013 | Gyslain Loyer      | Voir               |          |
| 2015 | Martin Desrochers  |                    | Voir     |
| 2017 | Audrey Boisjoly    |                    | Voir     |
| 2021 | Audrey Boisjoly    | Voir               |          |
| Élection partielle en italique Depuis 2005, les élections sont simultanées dans toutes les municipalités québécoises |                    |                    |          |

## Éducation
La Commission scolaire des Samares gère des écoles francophones.
- École secondaire de l'Érablière
- École des Moulins
  - pavillon Notre-Dame[6]
  - pavillon Sainte-Marguerite[7]

La Commission scolaire Sir Wilfrid Laurier gère des écoles anglophones:
- École primaire Joliette à Saint-Charles-Borromée[8]
- École secondaire Joliette à Joliette[9]

### Personnalités
Personnalité née à Saint-Félix-de-Valois qui a un impact majeur sur le rayonnement du village.
- Réjean Ducharme, écrivain.

- Anne-Marie Ducharme (1902 - 1985), actrice.

## Attraits

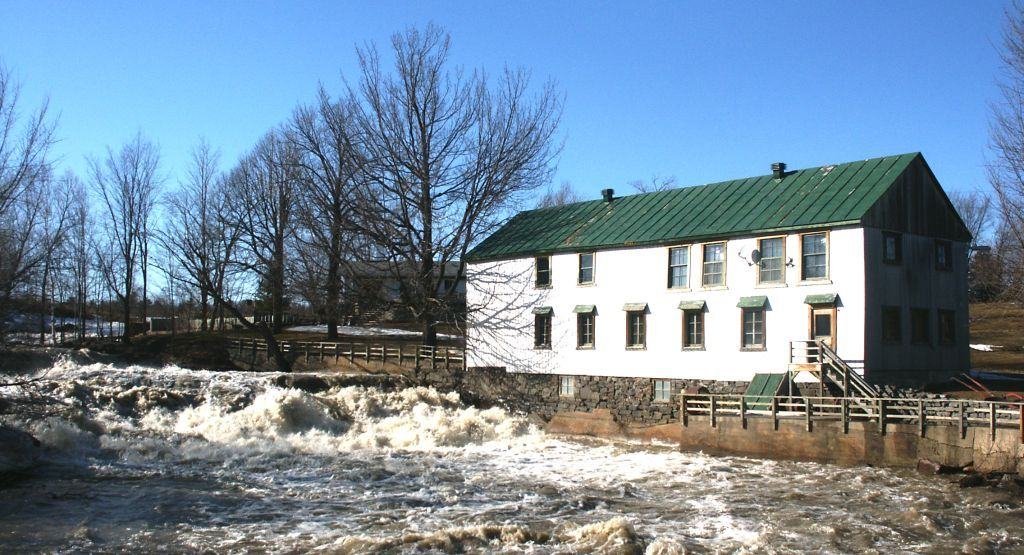
Moulin Émery.
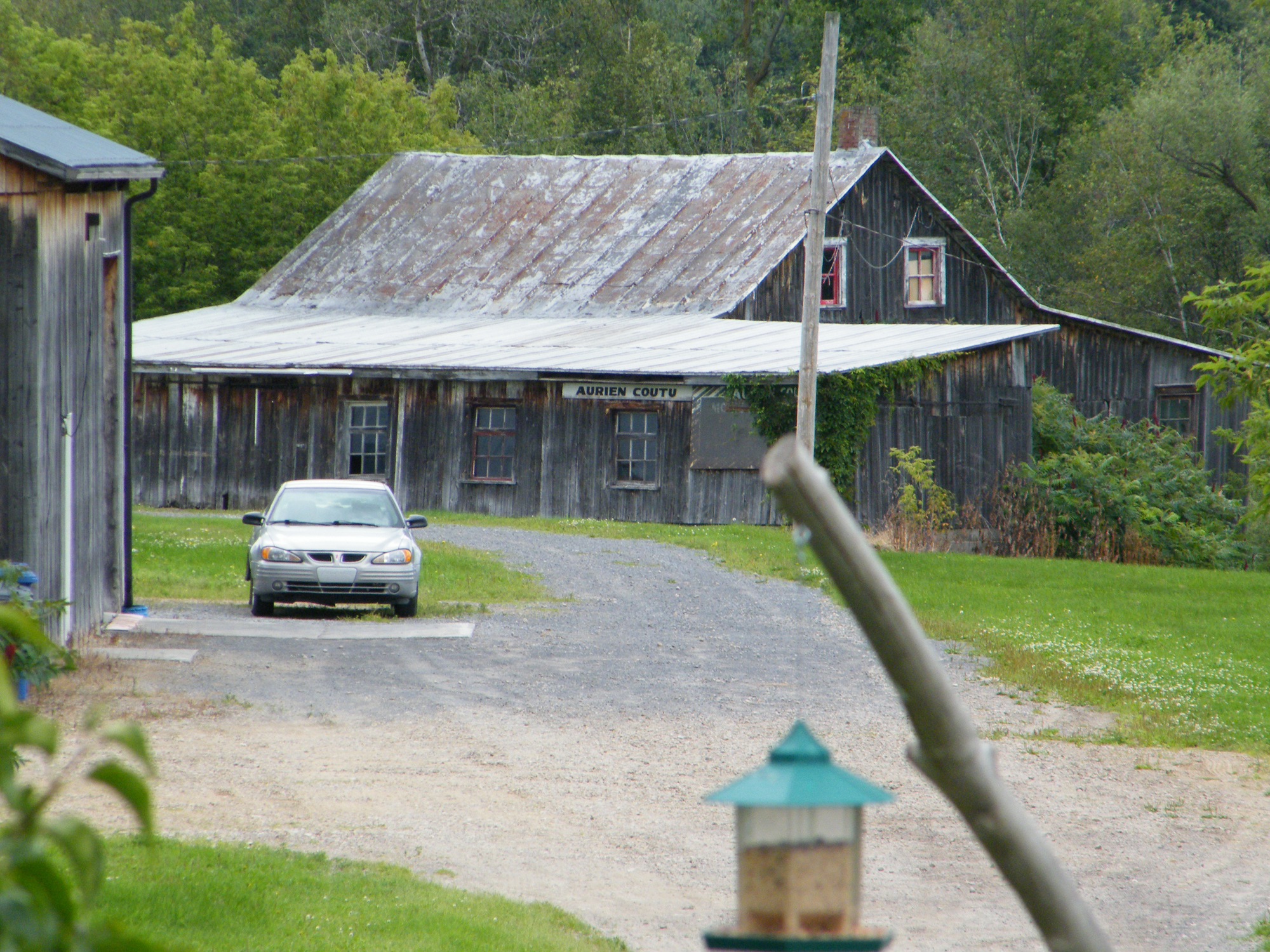
Moulin A. Coutu.

- L'Accalmie Spa Nordique propose des services de soins thermaux dans un environnement naturel. Ses installations incluent des bains, saunas et aires de détente[10].

- La Fête d'hiver de Saint-Félix-de-Valois est un événement annuel qui se déroule en février et propose diverses activités hivernales telles que la raquette, le fatbike, et la glissade[11].
- Les Vendredis en Musique sont des concerts gratuits en plein air organisés durant l'été, proposant une variété de genres musicaux. Les performances ont lieu sur le terrain de l'église de la municipalité[12].

- Le Marché aux puces Le Toit Bleu  est un grand marché en plein air ouvert de mai à octobre, proposant plus de 150 kiosques d'objets neufs et usagés. Il offre également des services tels qu'un stationnement gratuit, des restaurants et des kiosques de rafraîchissements[13].